# Шпион с холодным носом
«Шпион с холодным носом» (англ. The Spy with a Cold Nose) — британская шпионская комедия 1966 года режиссёра Дэниела Питри.

## Сюжет
Британское правительство наняло ветеринара для имплантации записывающего устройства собаке, которая затем передаётся русским в качестве подарка. Советский премьер-министр не расстаётся с собакой, беря ей с собой его даже в оперу, и вскоре благодаря полученной от прослушки информации более сотни советских агентов в Англии разоблачены и схвачены. Теперь, чтобы русские не обнаружили, что собака «прослушивается», в Москву вылетает британский ветеринар, якобы для осмотра собаки, а на самом деле чтобы вытащить из собаки передатчик.

### К сюжету
На первый взгляд комедийная абсурдная ситуация с прослушкой в собаке в годы Холодной войны оценивалась как возможная, и даже имела реальную основу, но наоборот: несколькими годами ранее выхода фильма лидер СССР Никита Хрущёв подарил президенту США Джону Кеннеди собаку Пушинка, которая была с применением рентгена осмотрена ЦРУ в Армейском медицинском центре имени Уолтера Рида из-за опасений, что она может скрывать имплантированное подслушивающее устройство.

## В ролях
- Лоренс Харви — доктор Фрэнсис Тревельян
- Дэлия Лави — принцесса Наташа Романова
- Пиклз — собака-подарок
- Лайонел Джеффрис — Стэнли Фаркуар
- Эрик Сайкс — Ригли
- Денхолм Эллиот — Понд-Джонс
- Джун Уитфилд — Элси Фаркуар
- Роберт Флеминг — шеф МИ-5
- Колин Блейкли — русский премьер
- Эрик Портман — английский посол
- Пол Форд — американский генерал
- и другие

## Критика
Фильм был номинирован на американкую кинопремию «Золотой глобус» в номинации «Лучший англоязычный иностранный фильм», но ретроспектвно оценивается как слабый, один из многочисленных фильмов возникших на волне успеха фильма о Джеймсе Бонде, уровня телевизионного ситкома, но хорошим актёрским составом:

Отличный актёрский состав… в фильме о собаке. В этом фильме они вывели жанр шпионской пародии настолько далеко за рамки условностей, насколько смогли; но это отнюдь не свидетельствует о какой-либо оригинальности, а лишь свидетельствует об отчаянном желании продюсеров вскочить на шпионскую подножку. Телевизионный режиссёр для идеи телевизионного ситкома, но даже он не может сделать это правильно.
Оригинальный текст (англ.)Great cast… in a dog movie. They took the spy spoof genre about as far outside the bounds of convention as they could with this one; but far from showing any originality, it only testifies to the producers' desperation to jump on the spy bandwagon. A television director for a television sitcom idea, and even he can’t get it right.